# Магнитопровод
Магнитопро́вод — деталь или комплект деталей, предназначенных для прохождения с определенными потерями магнитного потока, возбуждаемого электрическим током, протекающим в обмотках устройств, в состав которых входит магнитопровод.
Магнитопроводы являются составными частями электромагнитных схемотехнических элементов: трансформаторов, катушек индуктивности, реле, пускателей, контакторов, а также магнитных головок, запоминающих устройств, электрических машин: генераторов, электродвигателей, сельсинов, вращающихся трансформаторов. 
Магнитопроводы разделяют на три группы:
- пластинчатые,
- лентные (ленточные),
- формованные (порошковые).

Также по конструктивному исполнению магнитопроводы делятся на 2 группы:
- зубчатые,
- гладкие.

Зубчатые магнитопроводы — это магнитопроводы с ярко выраженной зубчатостью. Для таких магнитопроводов характерно существенное влияние формы пазов на магнитную проницаемость зазора. С целью получения определённой формы магнитного поля зубцам придаётся особая форма.
Магнитопровод изготавливается из материала с высокой магнитной проницаемостью (как правило, из электротехнической стали).
Гладкие магнитопроводы — это магнитопроводы со слабо выраженной зубчатостью.

## Материалы
- Электротехническая сталь
- Пермаллой
- Ферриты
- Аморфные сплавы
- Нанокристаллические сплавы